# Combreux
Ne doit pas être confondu avec Combleux.
Combreux est une commune française située dans le département du Loiret en région Centre-Val de Loire.

## Géographie

### Localisation
La commune de Combreux se trouve dans le centre du département du Loiret, dans la région agricole de l'Orléanais et l'aire urbaine d'Orléans.  À vol d'oiseau, elle se situe à 30,2 km  d'Orléans, préfecture du département, et à 11,8 km de Châteauneuf-sur-Loire, ancien chef-lieu du canton dont dépendait la commune avant mars 2015. La commune fait partie du bassin de vie de Bellegarde - Quiers-sur-Bézonde dont elle est éloignée de 10,9 km.
Les communes les plus proches sont : Seichebrières (2,9 km), Sury-aux-Bois (2,9 km), Vitry-aux-Loges (3,3 km), Nesploy (6,1 km), Nibelle (7,5 km), Ingrannes (7,9 km), Châtenoy (8,1 km), Sully-la-Chapelle (9,4 km), Montliard (9,8 km) et Boiscommun (10,6 km).

### Lieux-dits et écarts
- les Vieux Fours
- les Bocquessons
- Maison Neuve.

### Géologie et relief

#### Géologie
La commune se situe dans le sud du Bassin parisien, le plus grand des trois bassins sédimentaires français. Cette vaste dépression, occupée dans le passé par des mers peu profondes et des lacs, a été comblée, au fur et à mesure que son socle s’affaissait, par des sables et des argiles, issus de l’érosion des reliefs alentours, ainsi que des calcaires d’origine biologique, formant ainsi une succession de couches géologiques.
Les couches affleurantes sur le territoire communal sont constituées de formations superficielles du Quaternaire et de roches sédimentaires datant du Cénozoïque, l'ère géologique la plus récente sur l'échelle des temps géologiques, débutant il y a 66 millions d'années. La formation la plus ancienne est des alluvions de très haute terrasse de la Loire remontant à l’époque Pléistocène de la période Quaternaire. La formation la plus récente est des sables de la Puisaye remontant à la période Crétacé. Le descriptif de ces couches est détaillé dans  la feuille « n°364 - Bellegarde-du-Loiret » de la carte géologique au 1/50 000ème du département du Loiret, et sa notice associée.

Carte géologique de la commune

|  | X :  | dépôts anthropiques                                               |
|  | FC : | alluvions et colluvions du fond des vallées secondaires, Holocène |

|  | qN : | sables et galets éoliens, Quaternaire |

|  | m3-p1SASo : | sables et argiles de Sologne, Langhien supérieur à Pliocène inférieur |
|  | m2MSO :     | marnes et sables de l'Orléanais, Burdigalien                          |

#### Relief
La superficie cadastrale de la commune publiée par l’Insee, qui sert de références dans toutes les statistiques, est de 12,67 km2,. La superficie géographique, issue de la BD Topo, composante du Référentiel à grande échelle produit par l'IGN, est quant à elle de 12,8 km2. Son relief est relativement plat puisque la dénivelée maximale atteint 32 mètres. L'altitude du territoire varie entre 115 m et 147 m.

### Hydrographie
La commune est traversée par le Canal d'Orléans (4,413 km). Le réseau hydrographique communal, d'une longueur totale de 23,54 km, comprend également divers petits cours d'eau dont le fossé 01 du Bourg Neuf (0,473 km).
Le canal d’Orléans court sur 78,65 kilomètres entre Orléans, où il débouche dans la Loire et Châlette-sur-Loing, où il rejoint le canal du Loing et le canal de Briare au niveau du bief de Buges. La commune de Combreux est traversée par le bief de Moulin-Rouge, d'une longueur de 1 500 m, et une partie du bief de partage. Ce dernier constitue le point le plus haut du canal. De son extrémité ouest, l’écluse de Combreux, les embarcations pouvaient rejoindre la Loire à Orléans par un parcours de 31,8 km présentant une dénivelée de 28,83 m. De son extrémité est, elles pouvaient rejoindre le Loing par un parcours de 27,9 km et une dénivelée de 41,31 m. Le canal est en plein essor de 1692 à 1793. De 1 500 à 2 000 bateaux remontent chaque année la Loire depuis Nantes pour gagner Paris. Mais avec la concurrence du rail, le trafic diminue puis disparaît complètement au début du 20e siècle. Le canal est déclassé en 1954 des voies navigables et entre dans le domaine privé de l’État.
Divers étangs alimentant le canal d'Orléans en eau complètent le réseau hydrographique. Il s'agit de l'étang Neuf (8,65 ha), de l'étang de la Vallée (71,19 ha), de l'étang du Brin d'Amour (3,12 ha) et de l'étang du Crot aux Sablons (9,48 ha).

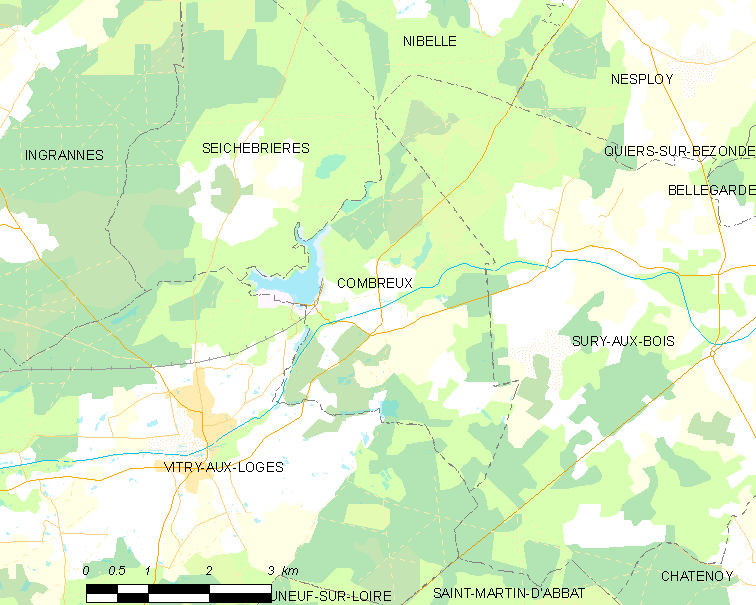
Carte de la commune de Combreux et des communes limitrophes.
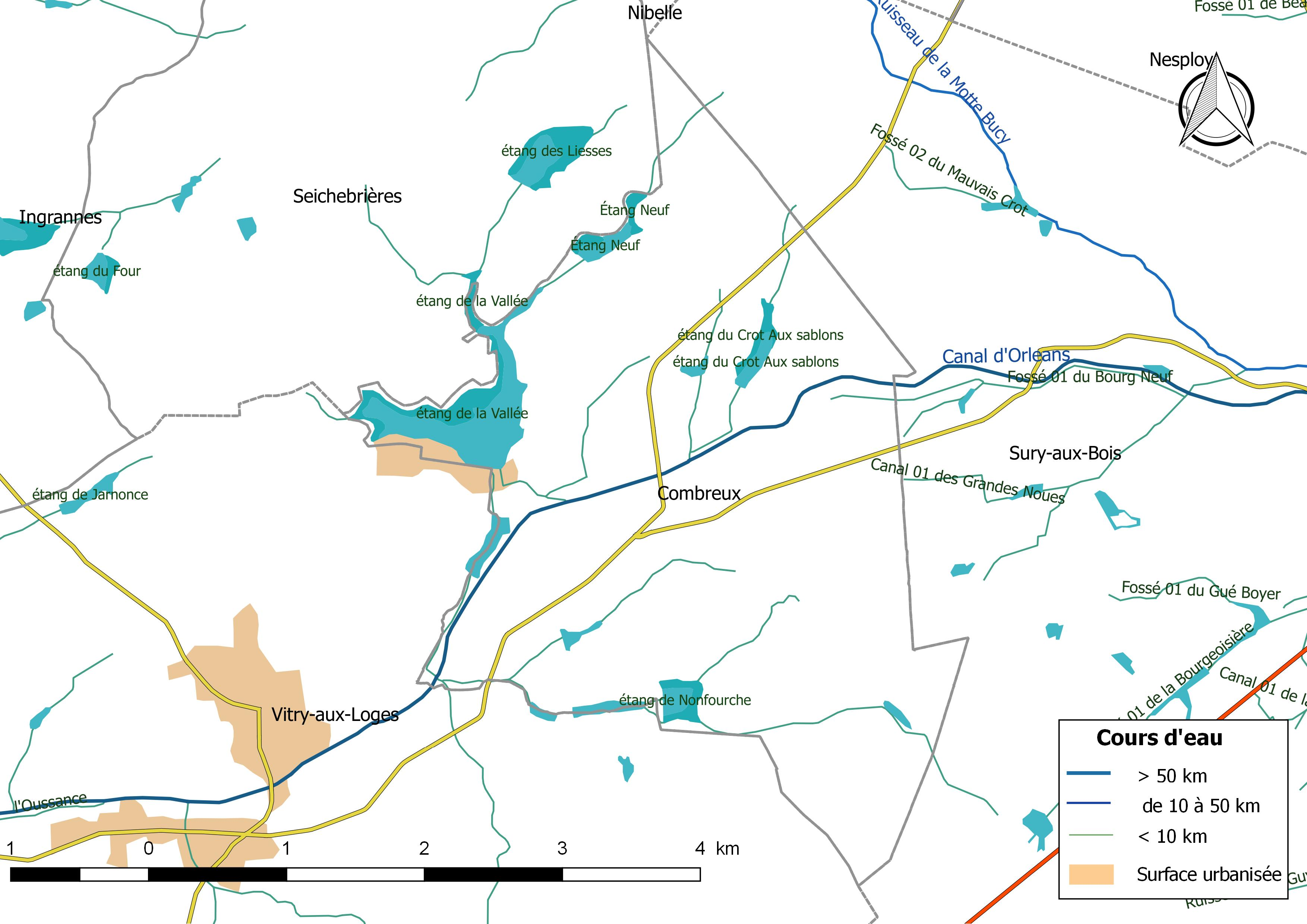
Réseau hydrographique de Combreux.

### Climat
Pour des articles plus généraux, voir Climat du Centre-Val de Loire et Climat du Loiret.
En 2010, le climat de la commune est de type climat océanique dégradé des plaines du Centre et du Nord, selon une étude du CNRS s'appuyant sur une série de données couvrant la période 1971-2000. En 2020, Météo-France publie une typologie des climats de la France métropolitaine dans laquelle la commune est exposée à un climat océanique altéré et est dans une zone de transition entre les régions climatiques « Sud-ouest du bassin Parisien » et « Moyenne vallée de la Loire ».
Pour la période 1971-2000, la température annuelle moyenne est de 10,8 °C, avec une amplitude thermique annuelle de 15,4 °C. Le cumul annuel moyen de précipitations est de 694 mm, avec 11 jours de précipitations en janvier et 7,5 jours en juillet. Pour la période 1991-2020, la température moyenne annuelle observée sur la station météorologique de Météo-France la plus proche, sur la commune de Saint-Benoît-sur-Loire à 16 km à vol d'oiseau, est de 12,0 °C et le cumul annuel moyen de précipitations est de 687,0 mm,. Pour l'avenir, les paramètres climatiques de la commune estimés pour 2050 selon différents scénarios d'émission de gaz à effet de serre sont consultables sur un site dédié publié par Météo-France en novembre 2022.

### Milieux naturels et biodiversité

#### Zones Natura 2000
Le réseau Natura 2000 est un réseau écologique européen de sites naturels d’intérêt écologique élaboré à partir des Directives «Habitats » et «Oiseaux ». Ce réseau est constitué de Zones Spéciales de Conservation (ZSC) et de Zones de Protection Spéciale (ZPS). Dans les zones de ce réseau, les États Membres s'engagent à maintenir dans un état de conservation favorable les types d'habitats et d'espèces concernés, par le biais de mesures réglementaires, administratives ou contractuelles. L'objectif est de promouvoir une gestion adaptée des habitats tout en tenant compte des exigences économiques, sociales et culturelles, ainsi que des particularités régionales et locales de chaque État Membre. les activités humaines ne sont pas interdites, dès lors que celles-ci ne remettent pas en cause significativement l’état de conservation favorable des habitats et des espèces concernés,.
Les sites Natura 2000 présents sur le territoire communal de Combreux sont les suivants :
| Numéro    | Type | Nom                           | Arrêté | Document d’objectifs   | Localisation                                                                                 |
| --------- | ---- | ----------------------------- | --- | ---------------------- | -------------------------------------------------------------------------------------------- |
| FR2410018 | ZPS  | Forêt d’Orléans               | Arrêté du 23 décembre 2003 portant désignation du site Natura 2000 Forêt d’Orléans.                                           | Validé le 10 juin 2005 | Dans la partie nord de la commune.                                                           |
| FR2400524 | SIC  | Forêt d’Orléans et périphérie | Arrêté du 20 août 2014 portant désignation du site Natura 2000 forêt d'Orléans et périphérie (zone spéciale de conservation). | Validé le 10 juin 2005 | Un noyau est localisé dans la partie extrême-nord de la commune, en limite de Seichebrières. |

Le site de la « forêt d'Orléans » s'étend du nord-est de l'agglomération orléanaise jusqu'aux portes de Gien, suivant un arc de cercle d'une soixantaine de kilomètres de long et d'une largeur variant de 2 à 15 km environ. Cet ensemble forestier quasi continu est majoritairement domanial. La forêt domaniale est constituée de trois massifs distincts, de l'ouest vers l'est, les massifs d'Orléans, Ingrannes et Lorris (communément considéré en deux sous-massifs : Lorris-Châteauneuf et Lorris-Combreux), en périphérie desquels se trouvent d'autres parcelles forestières. La surface globale des trois massifs domaniaux est de 34 500 hectares. D'une surface totale de 32 177 ha, le site est constitué de deux grandes entités couvrant la presque intégralité des massifs forestiers domaniaux d'Ingrannes et de Lorris. Ces deux grandes entités englobent également d'autres parcelles forestières, ainsi que des étangs, en périphérie, de même que la grande « clairière » de Sully-la-Chapelle, Ingrannes et Seichebrières incluse dans le massif d'Ingrannes. Ce site présente un grand intérêt ornithologique notamment avec la nidification du balbuzard pêcheur, de l'aigle botté, du circaète Jean-le-Blanc, de la bondrée apivore, du busard Saint-Martin, de l'engoulevent d'Europe, des pics noir, mar et cendré, de l'alouette lulu et de la fauvette pitchou. Les étangs constituent par ailleurs des sites d'étape migratoire importants pour différentes espèces.
Le site de la « forêt d'Orléans et périphérie » d'une surface totale de 2 226,40 ha, est morcelé en 38 entités. Celles-ci, de tailles variables (de 0,9 à 347 ha), sont disséminées sur les 3 massifs et leurs périphéries. Au cours de la réalisation du document d'objectifs, à la suite des inventaires de terrain, l'absence d'habitat ou habitat d'espèce d'intérêt communautaire dans certaines entités a conduit à la proposition de leur suppression (13 entités concernées, pour une surface totale de 207,90 ha).  L'intérêt du site réside dans la qualité des zones humides (étangs, tourbières, marais, mares), la grande richesse floristique, avec un intérêt élevé pour les bryophytes, les lichens et les champignons. 17 habitats naturels d’intérêt communautaire sont répertoriés sur le site qui présente aussi un intérêt faunistique, notamment l’avifaune, les chiroptères, les amphibiens et les insectes. Ce site présente une faible vulnérabilité dans les conditions actuelles de gestion ; il s’agit en effet de parcelles de forêt domaniale dont la gestion actuelle n’induit pas de contraintes particulières pour les espèces citées. Certaines comme le balbuzard pêcheur font l’objet d’une surveillance. D’autres espèces justifieraient un suivi, comme le sonneur à ventre jaune, l’aigle botté, la pie-grièche écorcheur.

Sélection de représentants de l'avifaune de la zone Natura 2000 « Forêt d'Orléans».
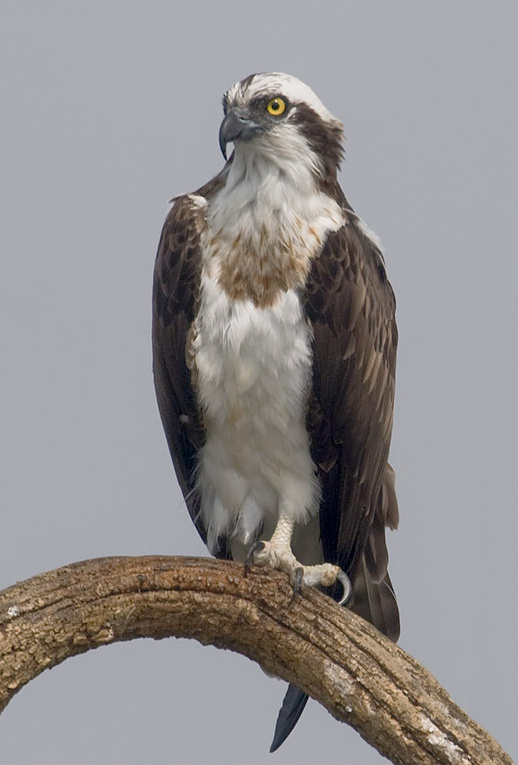
Balbuzard pêcheur
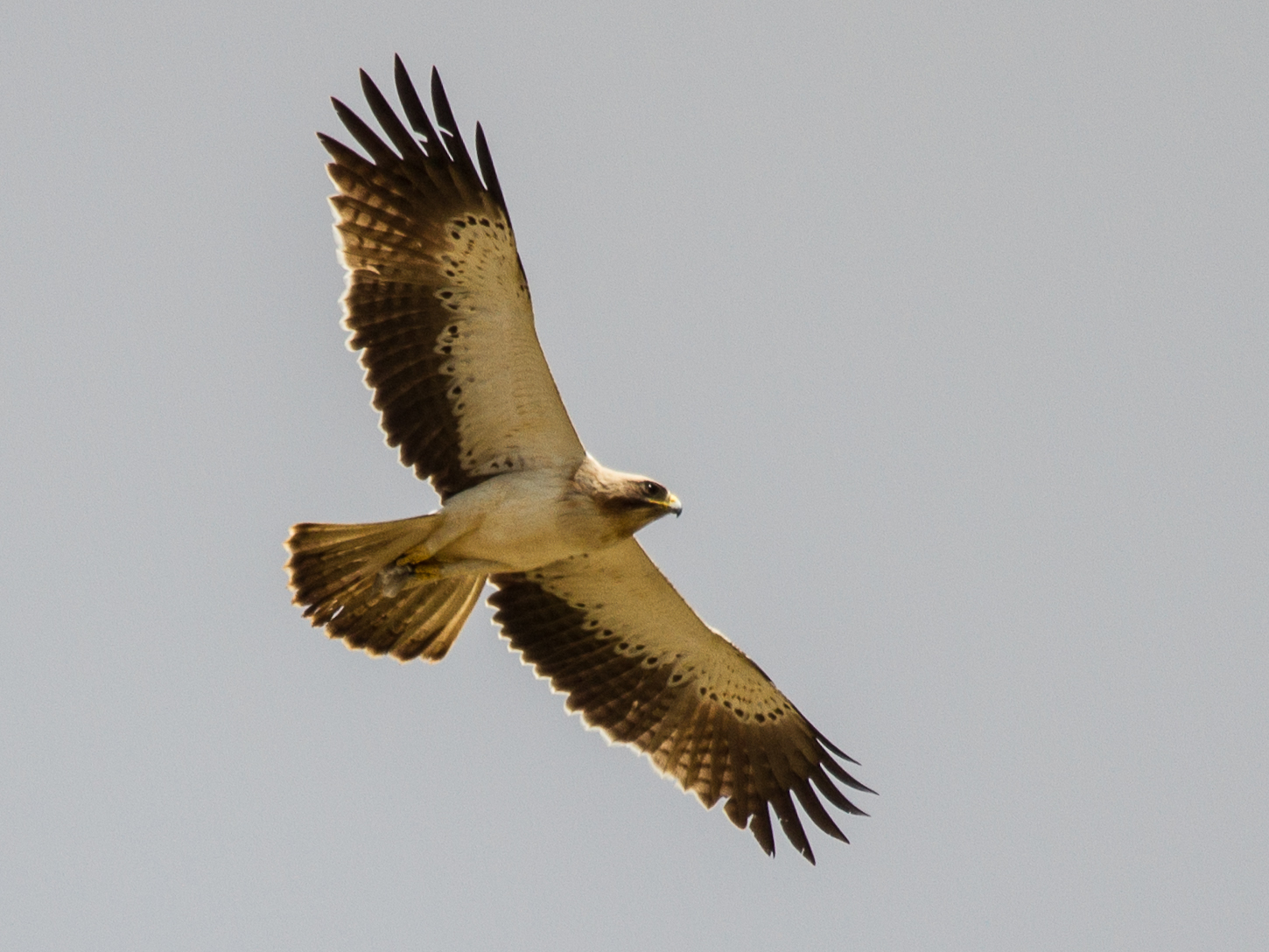
Aigle botté en vol
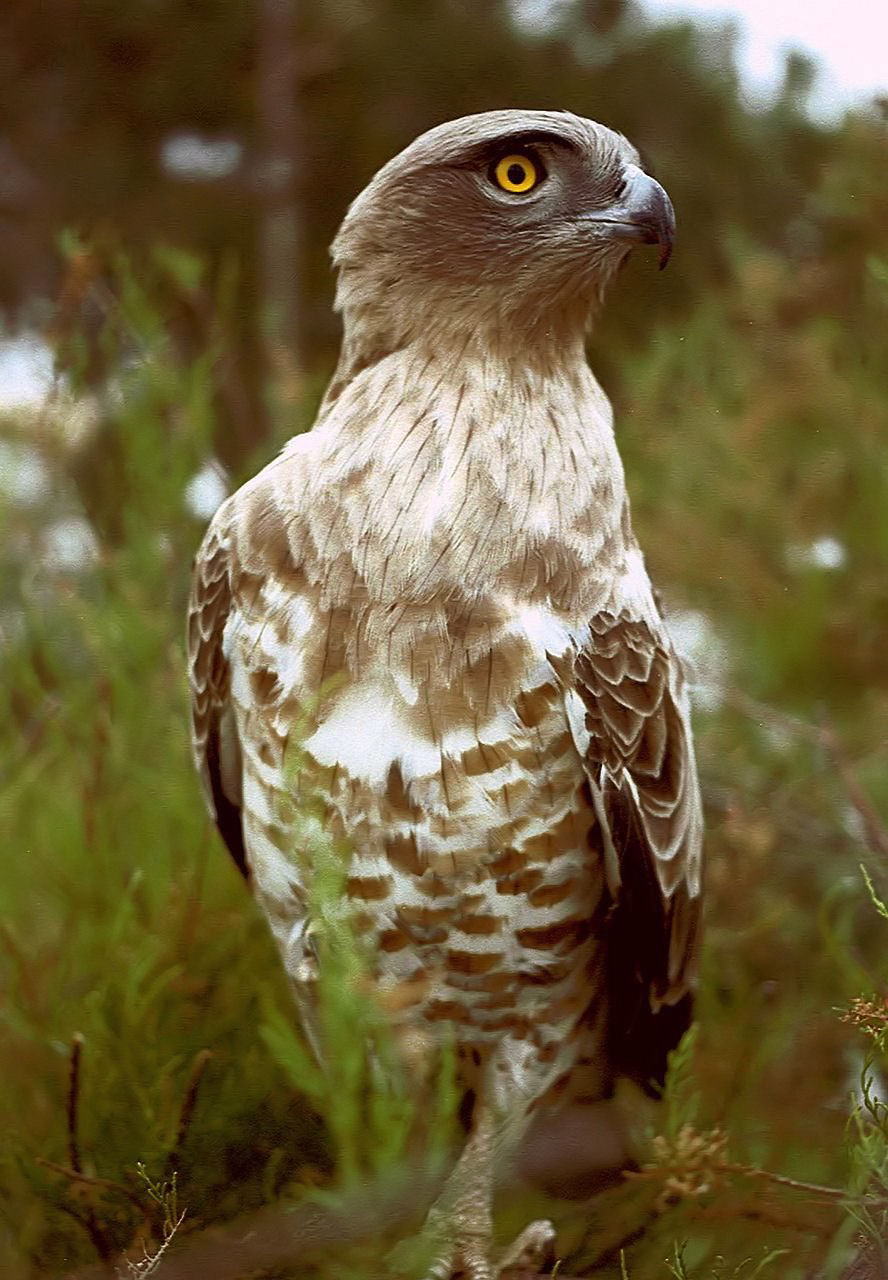
Circaète Jean-le-Blanc,
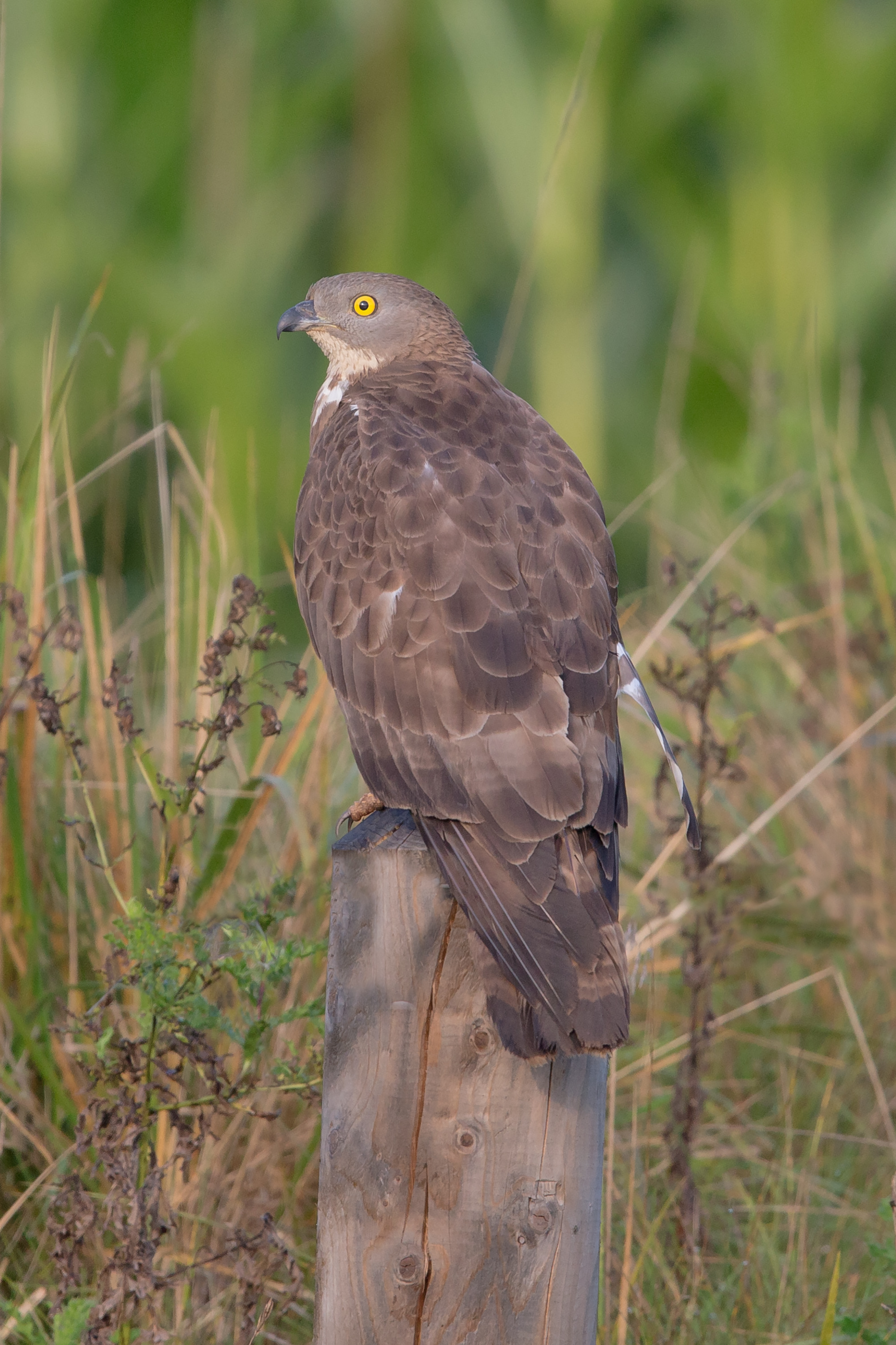
Bondrée apivore
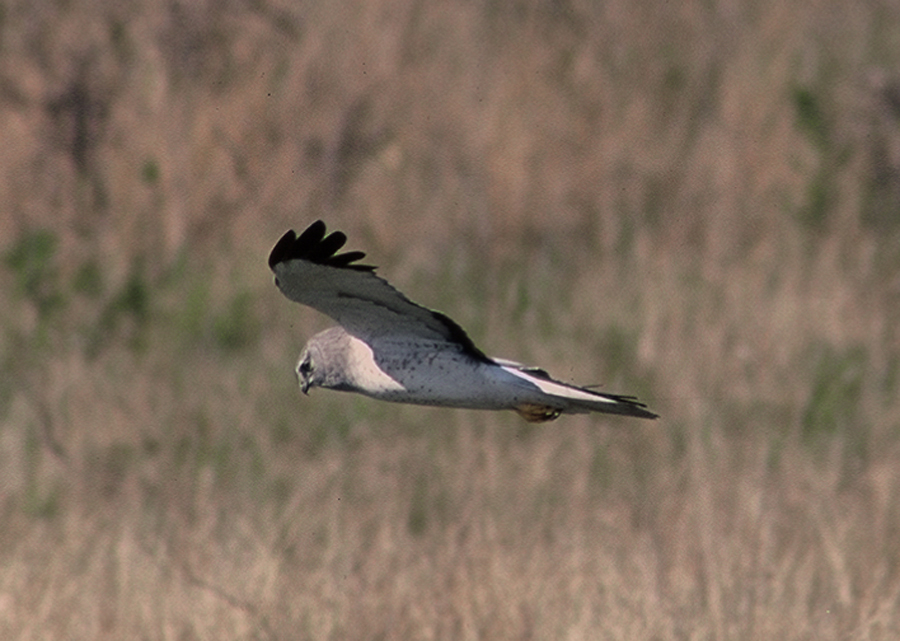
Busard Saint-Martin
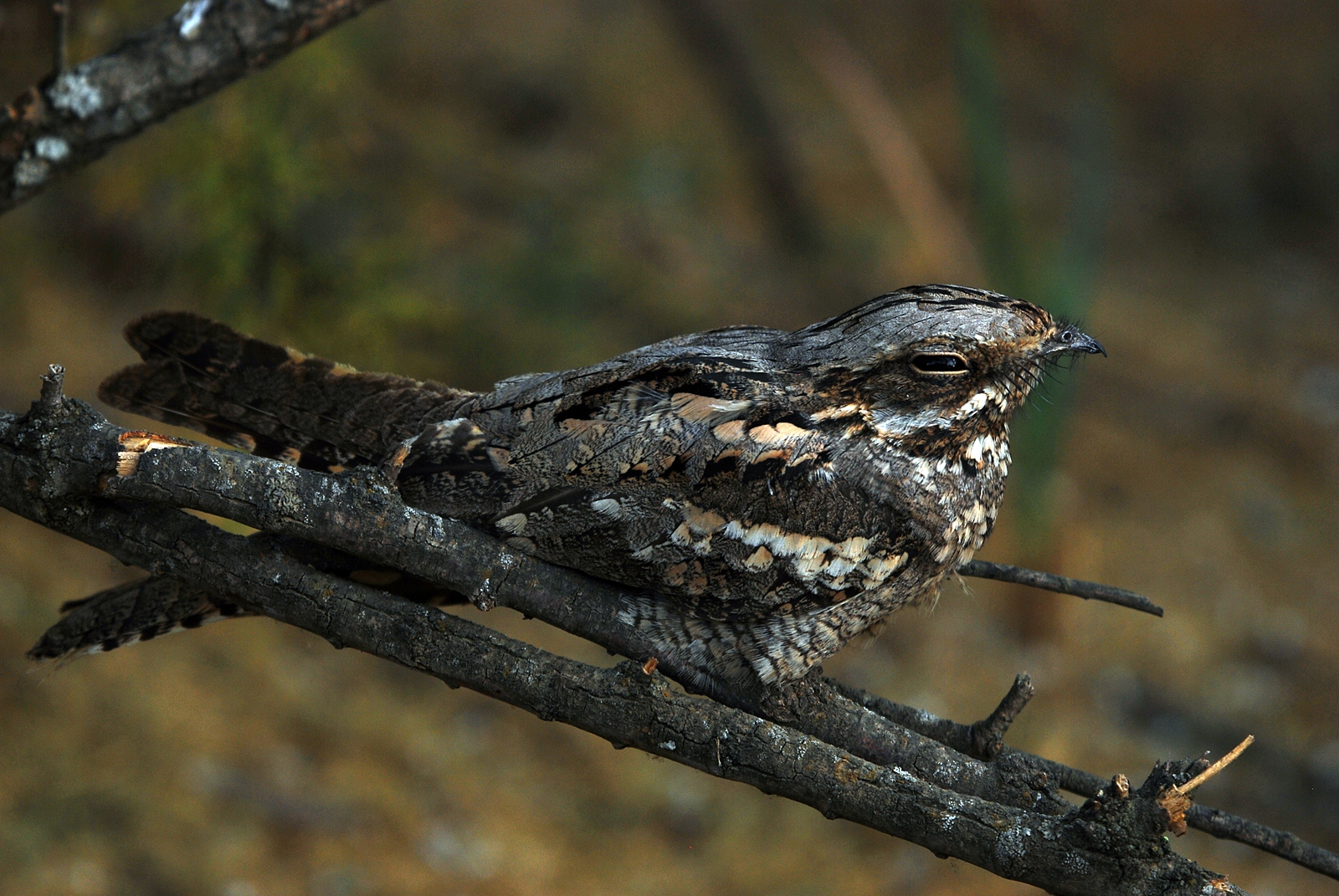
Engoulevent d'Europe
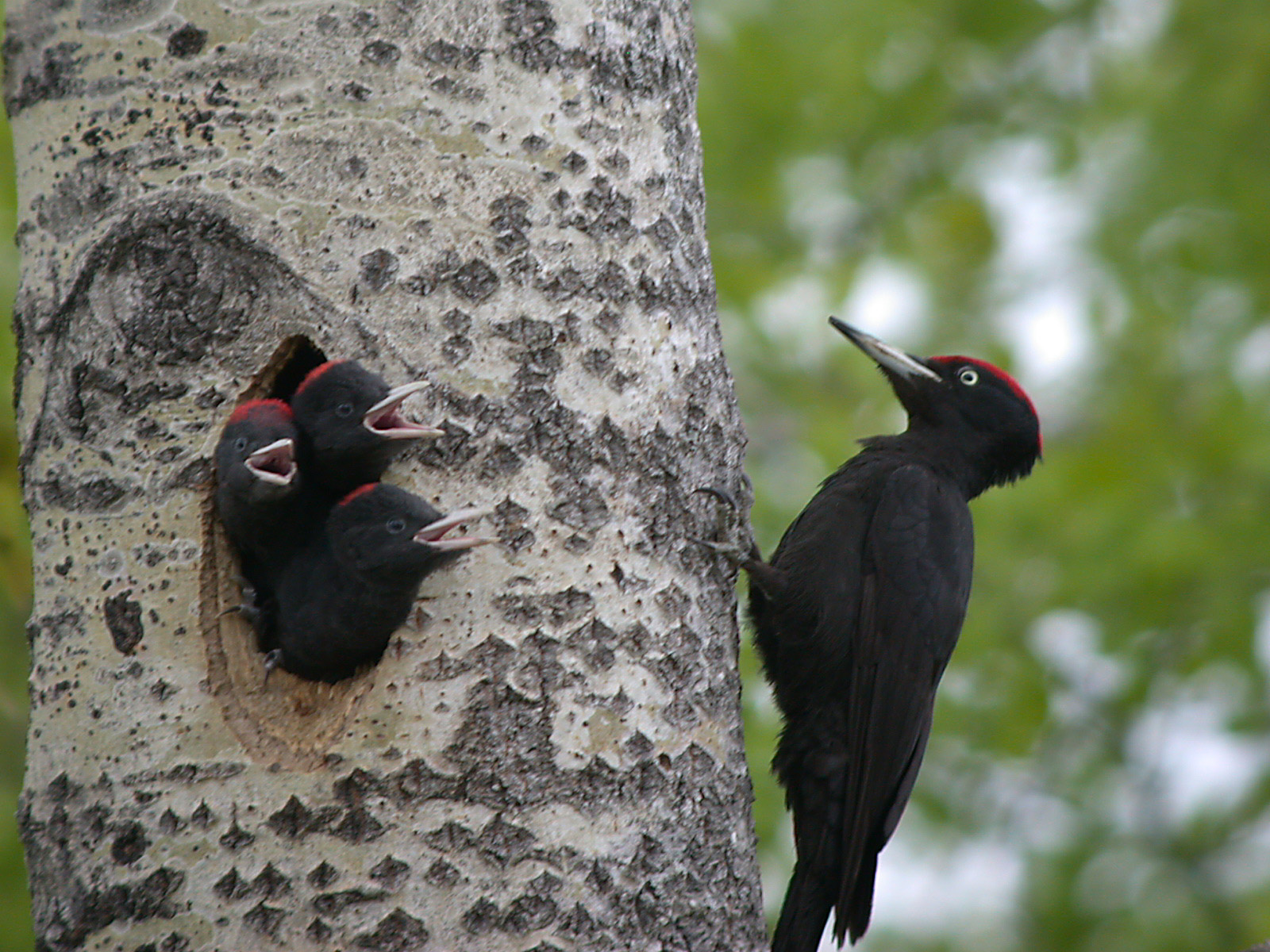
Pic noir

#### Zones nationales d'intérêt écologique, faunistique et floristique

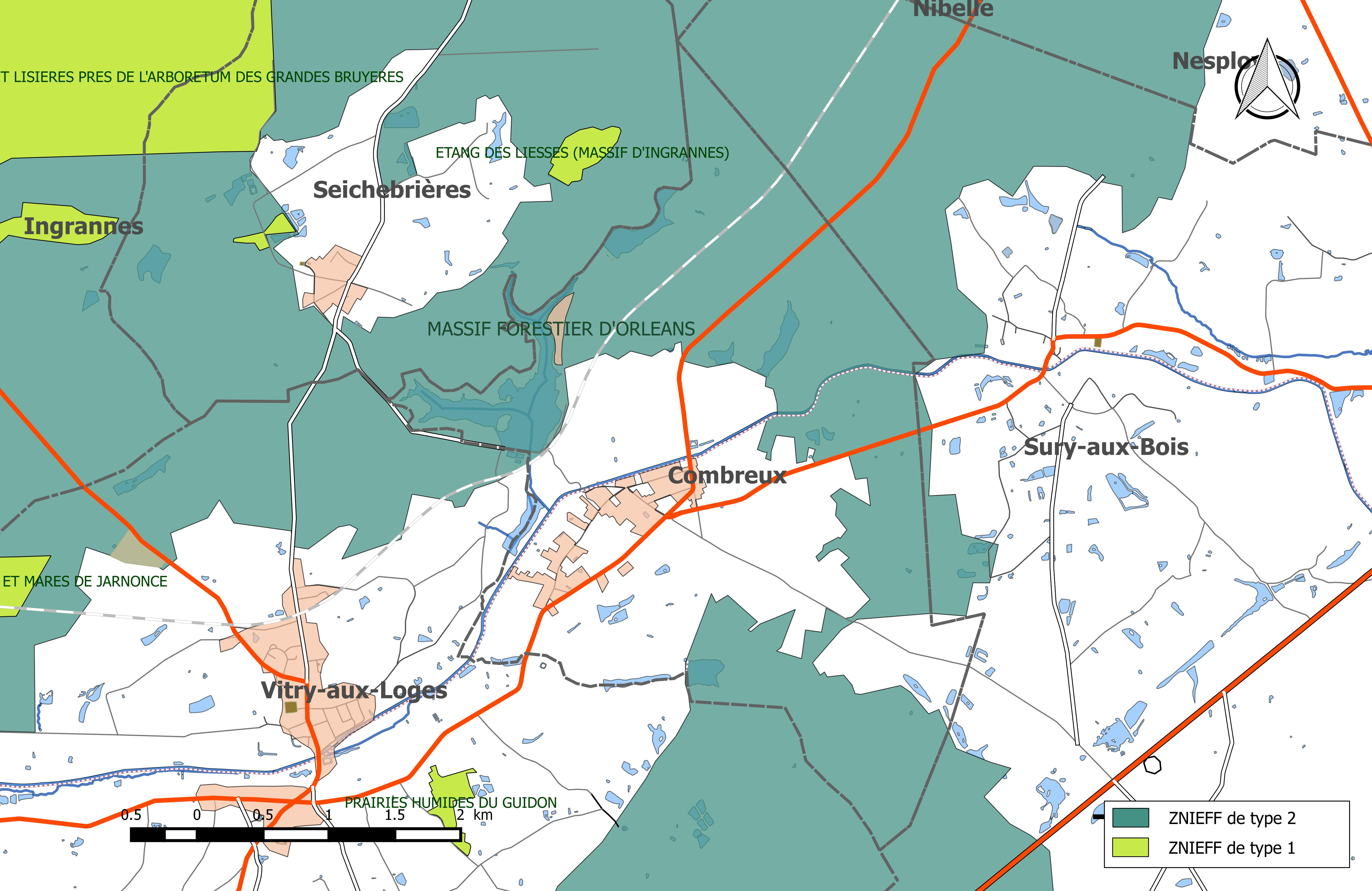
Carte des ZNIEFF de la commune et de ses abords.

L’inventaire des zones naturelles d'intérêt écologique, faunistique et floristique (ZNIEFF) a pour objectif de réaliser une couverture des zones les plus intéressantes sur le plan écologique, essentiellement dans la perspective d’améliorer la connaissance du patrimoine naturel national et de fournir aux différents décideurs un outil d’aide à la prise en compte de l’environnement dans l’aménagement du territoire. Le territoire communal de Combreux comprend une ZNIEFF, dénommée « Massif forestier d'Orléans », d'une superficie de 36 086 hectares, s'étend sur 17 communes, dont Combreux, et se superpose à la zone Natura 2000 de même nom. Son altitude varie entre 126 et 174 m.  La forêt d'Orléans repose pour l'essentiel sur des terrains de nature comparable à celle des terrains de la Sologne (Burdigalien) épandus sur le coteau de Beauce. Les formations végétales sont donc plutôt acidoclines à acidiphiles avec des secteurs secs et  d'autres  très  humides.  L'intérêt  dépasse  les  contours  complexes  du  massif  domanial  et  s'étend  également  aux  lisières  et
enclaves privées qui le prolongent.

## Toponymie
Probablement du gaulois komboro passé en latin médiéval avec le sens « d'abattis d'arbres pour former un barrage à poisson sur un cours d'eau » (idem pour Combres en Eure-et-Loir).

## Histoire

### De l'Antiquité au Moyen Âge
Combreux existait dès l'antiquité gallo-romaine. La voie romaine d'Orléans à Sens passait à proximité de son territoire, d'ailleurs on y retrouve des débris de briques romaines en quantité. 

Son nom latin Combriosium, viendrait de Combri (en vieux français combres) qui signifie soit abattis de bois, car selon Aimoin, un moine de l'abbaye de Saint-Benoît-sur-Loire, mort en 1008, Clotaire II pour échapper à ses ennemis, se réfugie dans la forêt d'Orléans et s'y retranche derrière des fortifications faites d'arbres coupés et amoncelés sur le territoire d'Orléans. Polluche ainsi que l'abbé Patron dans ses recherches historiques dans l'Orléanais corrobore cette explication. 

Soit selon des auteurs contemporains, tel que Jacques Soyer, le mot Combreux vient du gaulois : comboros, qui signifie barrage pour arrêter les poissons, ce qui est plus probable étant donné le nombre d'étangs recouvrant le territoire communal. Il est probable que les rois de France ont connu Combreux entre le VIIe siècle et le IXe siècle, car ils aimaient venir chasser dans cette immense forêt ; il est tout aussi probable que le village a été doté de constructions servant de rendez-vous de chasse. De nombreux Capétiens ont résidé à Vitry-aux-Loges, distant de 3,5 km de Combreux, où se trouvait un château royal, une des résidences de Henri Ier, qui y mourut en 1006. En 1124, le nom de Combreux est mentionné dans une donation où Gui de La Tour fait présent à Saint-Nicolas-d'Acy de « vinage de Combris, au pays d'Orléans ». 

Vers la fin du XIIIe siècle le nom de Combreux réapparaît, après la mort de Saint Louis en 1270. Jean Dugué, un paysan, souffre d'un ulcère sur la jambe qui l'empêche de travailler ; ayant appris les miracles qui se produisent au tombeau de ce roi défunt, il décide de se rendre en pèlerinage, au tombeau de Louis à Saint-Denis. Après plusieurs jours de marche et de prières, il retourne entièrement guéri. Une charte datée du 13 mai 1385 figurant dans les manuscrits de Daniel Polluche  assure les droits et privilèges des habitants de Combreux sur la forêt d'Orléans. L'intérêt de cette charte est qu'elle répond à une plainte adressée par « le curé et les habitants de Combreux », ce qui prouve qu'au XIVe siècle, ce village est déjà érigé en paroisse alors que sa population ne dépasse jamais les 400 habitants.

### L'époque moderne
Combreux n'est pas épargné par les guerres de religion : dans une expédition notariée datée de 1633, Mme Marie de Picot né Montliart y écrit que « par le malheur des guerres civiles, l'église de la paroisse de Combreux consacrée à l'honneur de Dieu et de saint Pierre, a été par ceux de la religion prétendue réformée, non seulement incendiée, mais ruinée jusqu'aux fondements, en sorte que depuis, le divin service n'y est plus célébré. » Elle obtient par la suite l'autorisation de l'évêque d'Orléans de reconstruire l'église locale. Dès 1636, l'édifice est achevé : les termes « nouvelle Esglise bastye » apparaissent dans une expédition notariée datée du 31 octobre 1636. Combreux ne semble pas avoir été marqué par la Révolution française, pour le moment on ne trouve aucune trace de cette localité durant cette période.

### Combreux duXIXesiècleà nos jours
En 1803, la paroisse de Combreux est rattachée, avec celle de Seichebrières, à la paroisse de Vitry-aux-Loges, à cause du manque de moyens nécessaires pour subvenir aux besoins d'un curé. Jusqu'en 1840, le conseil municipal fait de nombreuses démarches pour que leur village ait son propre curé. Par ordonnance royale du 31 mai 1840 l'autorisation est donnée. Mais le village n'étant pas assez riche pour restaurer l'église et construire un presbytère, le plus fortuné des Combreusiens, le comte de La Rochefoucauld duc d'Estissac, consent le 1er janvier 1841 à faire bâtir et rénover les bâtiments nécessaires. C'est à partir de cette date, que la famille 
châtelaine entreprend de grands travaux, une mairie et une école sont construites, ainsi qu'un pensionnat tenu par les sœurs de la Providence de Sens. Par la suite cette famille entreprend une transformation totale de leur château, c'est ainsi qu'un ensemble de communs est construit composé de grandes écuries, d'appartements et de pavillons destinés à loger le personnel. Le château est lui aussi modifié un étage supplémentaire est créé, et il est décoré dans le style néogothique. Parallèlement à ces grands travaux un pèlerinage en l'honneur de la Vierge est mis en place à partir de 1877, jusqu'à 20 000 personnes viennent se recueillir en 1904. Par la suite le nombre de pèlerins diminue et après la Seconde Guerre mondiale il est arrêté. Entre 1939 et 1945, Combreux est touché par la guerre, en 1940, la totalité de la population s'enfuit, puis le village est occupé par les Allemands puis libéré en août 1944.
Par la suite, Combreux connaît comme beaucoup de villages français un déclin démographique, et seulement depuis les années 1990 la population augmente et de nombreuses maisons se construisent.

## Blasonnement
|  | Les armoiries de Combreux se blasonnent ainsi : D'azur fretté d'or de dix pièces; au chef voûté d'or chargé de trois falots allumés de gueules. Adoptées par décision du conseil municipal du 28 novembre 2008. |

## Urbanisme

### Typologie
Au 1er janvier 2024, Combreux est catégorisée commune rurale à habitat dispersé, selon la nouvelle grille communale de densité à sept niveaux définie par l'Insee en 2022.
Elle est située hors unité urbaine. Par ailleurs la commune fait partie de l'aire d'attraction d'Orléans, dont elle est une commune de la couronne,. Cette aire, qui regroupe 136 communes, est catégorisée dans les aires de 200 000 à moins de 700 000 habitants,.

### Occupation des sols
L'occupation des sols de la commune, telle qu'elle ressort de la base de données européenne d’occupation biophysique des sols Corine Land Cover (CLC), est marquée par l'importance des forêts et milieux semi-naturels (66,6 % en 2018), une proportion identique à celle de 1990 (66,6 %). La répartition détaillée en 2018 est la suivante : 
forêts (60,5 %), terres arables (11,9 %), prairies (11,5 %), milieux à végétation arbustive et/ou herbacée (6,1 %), zones agricoles hétérogènes (4,5 %), eaux continentales (4,4 %), espaces verts artificialisés, non agricoles (1,1 %).
L'évolution de l’occupation des sols de la commune et de ses infrastructures peut être observée sur les différentes représentations cartographiques du territoire : la carte de Cassini (XVIIIe siècle), la carte d'état-major (1820-1866) et les cartes ou photos aériennes de l'IGN pour la période actuelle (1950 à aujourd'hui).

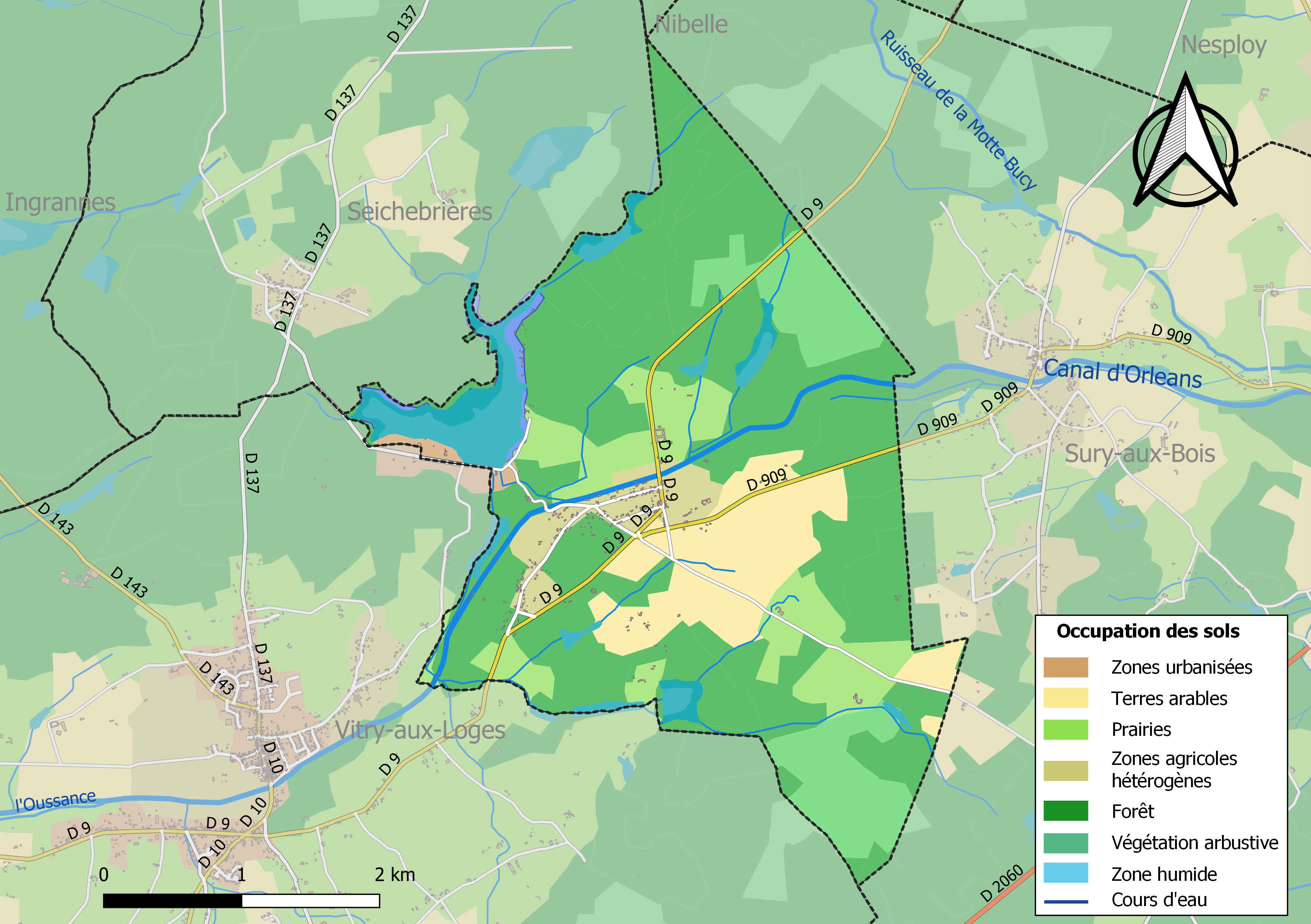
Carte des infrastructures et de l'occupation des sols de la commune en 2018 (CLC).
Carte orthophotographique de la commune en 2016.

### Planification

#### Plan local d'urbanisme
En 2016, la commune ne dispose pas de document d'urbanisme approuvé. De ce fait seules les règles générales du règlement national d'urbanisme s'appliquent. Ainsi tout terrain situé hors des parties actuellement urbanisées est inconstructible hormis dans certains cas spécifiques.

#### Documents d'orientations intercommunaux
La commune est membre du pays Forêt d'Orléans - Val de Loire, qui regroupe 32 communes. En 2012 les Pays Forêt d'Orléans Val de Loire, Loire Beauce et Sologne Val-sud sont les seuls territoires du département du Loiret ne disposant pas de schéma de cohérence territoriale (SCoT). Compte tenu  de l'intérêt de cet outil pour l'avenir des territoires, les élus de ces pays décident d'engager une démarche commune d'élaboration de SCoT. Le comité syndical du Pays Forêt d'Orléans - Val de Loire décide de prendre le 8 octobre 2015 la compétence « Elaboration, gestion et suivi du Schéma de Cohérence Territoriale » et, après avis favorable conforme des différentes communes membres (le 15 janvier 2016 pour Combreux), le préfet approuve la modification des statuts en ce sens le 19 février 2016. Les trois SCoT sont lancés officiellement et simultanément à La Ferté-Saint-Aubin le 21 juin 2014, l'assistance à maîtrise d'ouvrage étant confiée à un seul bureau d'études. Après étude et concertation de 2014 à 2017, le document doit être approuvé en 2018.

### Voies de communication et transports

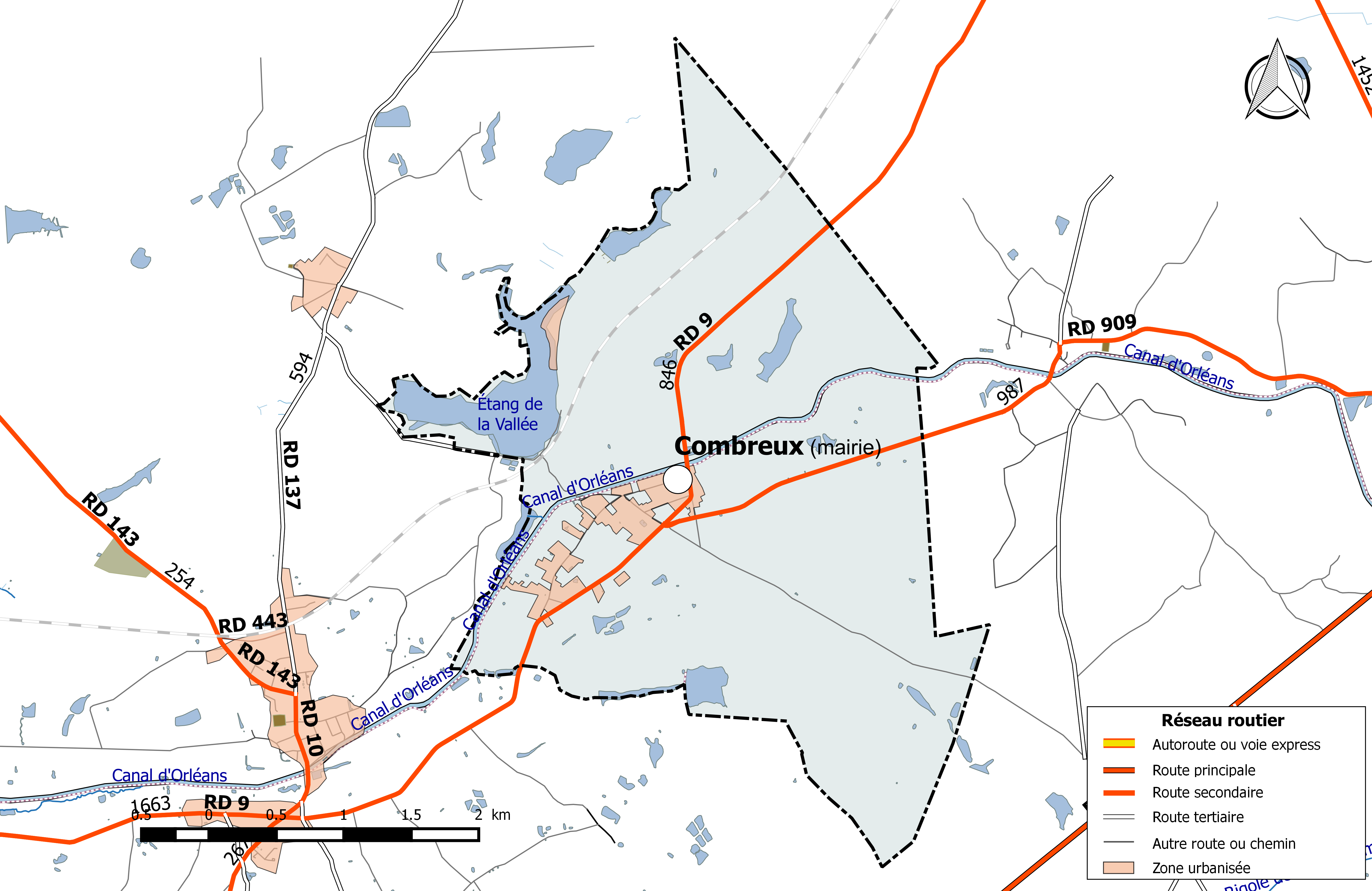
Réseau routier principal de la commune de Combreux (avec indication du trafic routier 2014).

#### Infrastructures routières
La commune est traversée par deux routes départementales : la RD 960 (371 véhicules/jour), qui relie Châteauneuf-sur-Loire à Saint-Jean-de-Braye et la RD 924 (656 véhicules/jour), qui raccorde le centre-bourg à la RD 960. Complétant ces voies, la commune est sillonnée de plusieurs voies communales et chemins ruraux  desservant ses fermes et hameaux et les bourgs environnants.

#### Transports en commun
En 2016, la commune est desservie par la ligne no 17 du réseau Ulys, le réseau interurbain de transport par autocar du Conseil départemental du Loiret. Cette ligne, qui relie Beaune-la-Rolande à Orléans, propose un nombre de dessertes variable en fonction des jours ouvrables de la semaine. Des correspondances SNCF sont assurées dans la  gare d'Orléans. À compter du 1er janvier 2017, la compétence des services de transports routiers interurbains, réguliers et à la demande est transférée des départements aux régions, et donc localement du département du Loiret à la région Centre-Val de Loire, consécutivement à la loi NOTRe du 7 août 2015.

### Risques naturels et technologiques
La commune de Combreux est vulnérable à différents aléas naturels : climatiques (hiver exceptionnel ou canicule), mouvements de terrains ou sismique (sismicité très faible). 
Entre 1989 et 2019, deux arrêtés ministériels ayant porté reconnaissance de catastrophe naturelle ont été pris pour le territoire de la commune  pour des inondations et coulées de boues.
Le territoire de la commune peut être concerné par un risque d'effondrement de cavités souterraines non connues. Une cartographie départementale de l'inventaire des cavités souterraines et des désordres de surface a été réalisée. Il a été recensé sur la commune plusieurs effondrements de cavités.
Par ailleurs le sol du territoire communal peut faire l'objet de mouvements de terrain liés à la sécheresse. Le phénomène de retrait-gonflement des argiles est la conséquence d'un changement d'humidité des sols argileux. Les argiles sont capables de fixer l'eau disponible mais aussi de la perdre en se rétractant en cas de sécheresse. Ce phénomène peut provoquer des dégâts très importants sur les constructions (fissures, déformations des ouvertures) pouvant rendre inhabitables certains locaux. Celui-ci a particulièrement affecté le Loiret après la canicule de l'été 2003. Une grande partie du territoire de la commune, dont le bourg, est soumise à un aléa « fort » face à ce risque, selon l'échelle définie par le Bureau de recherches géologiques et minières (BRGM).
Depuis le 22 octobre 2010, la France dispose d’un nouveau zonage sismique divisant le territoire national en cinq zones de sismicité croissante. La commune, à l’instar de l’ensemble du département,  est concernée par un risque très faible.

## Politique et administration

### Découpage territorial

#### Bloc communal: Commune et intercommunalités
La paroisse de Combreux acquiert le statut de municipalité avec le  décret du 12 novembre 1789 de l'Assemblée Nationale puis celui de « commune », au sens de l'administration territoriale actuelle, par le décret de la Convention nationale du 10 brumaire an II (31 octobre 1793). Il faut toutefois attendre la loi du 5 avril 1884 sur l'organisation municipale pour qu'un régime juridique uniforme soit défini pour toutes les communes de France, point de départ de l’affirmation progressive des communes face au pouvoir central. Aucun événement de restructuration majeure du territoire, de type suppression, cession ou réception de territoire, n'a affecté la commune depuis sa création.
La commune est membre de la Communauté de communes des Loges depuis sa création le 24 décembre 1996.

#### Circonscriptions de rattachement
Sous l'Ancien Régime, à la veille des États généraux de 1789, la paroisse de Combreux était rattachée sur le plan ecclésiastique à l'ancien diocèse d'Orléans, archidiaconé de Pithiviers, sur le plan judiciaire au bailliage d'Orléans , sur le plan militaire au gouvernement d'Orléans et sur le plan administratif à la généralité d'Orléans, élection d'Orléans.
La loi du 22 décembre 1789 divise le pays en 83 départements découpés chacun en six à neuf districts eux-mêmes découpés en cantons regroupant des communes. Les districts, tout comme les départements, sont le siège d’une administration d’État et constituent à ce titre des circonscriptions administratives. La commune de Combreux est alors incluse dans le canton de Vitry-aux-Loges, le district de Boiscommun et le département du Loiret.
La recherche d’un équilibre entre la volonté d’organiser une administration dont les cadres permettent l’exécution et le contrôle des lois d’une part, et la volonté d’accorder une certaine autonomie aux collectivités de base (paroisses, bourgs, villes) d’autre part, s’étale de 1789 à 1838. Les découpages territoriaux évoluent ensuite au gré des réformes visant à décentraliser ou recentraliser l'action de l'État. La régionalisation fonctionnelle des services de l'État (1945-1971) aboutit à la création de régions. L'acte I de la décentralisation de 1982-1983 constitue une étape importante en donnant l'autonomie aux collectivités territoriales, régions, départements et communes. L'acte II intervient en 2003-2006, puis l'acte III en 2012-2015.
Le tableau suivant présente les rattachements, au niveau infra-départemental, de la commune de Combreux aux différentes circonscriptions administratives et électorales ainsi que l'historique de l'évolution de leurs territoires.
| Circonscription             | Nom                   | Période   | Type                         | Évolution du découpage territorial |
| --------------------------- | --------------------- | --------- | ---------------------------- | --- |
| District                    | Boiscommun            | 1790-1795 | Administrative               | La commune est rattachée au district de Boiscommun de 1790 à 1795,. La Constitution du 5 fructidor an III, appliquée à partir de vendémiaire an IV (1795) supprime les districts, rouages administratifs liés à la Terreur, mais maintient les cantons qui acquièrent dès lors plus d'importance. |
| Canton                      | Vitry aux Loges       | 1790-1801 | Administrative et électorale | Le 10 février 1790, la municipalité de Combreux est rattachée au canton de Vitry aux Loges,. Les cantons sont supprimés, en tant que découpage administratif, par une loi du 26 juin 1793, et ne conservent qu'un rôle électoral. Ils permettent l’élection des électeurs du second degré chargés de désigner les députés. Les cantons acquièrent une fonction administrative avec la disparition des districts en 1795. |
| Canton                      | Châteauneuf           | 1801-2015 | Administrative et électorale | Sous le Consulat, un redécoupage territorial visant à réduire le nombre de justices de paix ramène le nombre de cantons dans le Loiret de 59 à 31. Combreux est alors rattachée par arrêté du 9 vendémiaire an X (30 septembre 1801) au canton de Châteauneuf, sous le nom de Combreux,. |
| Canton                      | Châteauneuf-sur-Loire | 2015-     | Électorale                   | La loi du 17 mai 2013 et ses décrets d'application publiés en février et mars 2014 introduisent un nouveau découpage territorial pour les élections départementales. La commune est alors rattachée au nouveau canton de Châteauneuf-sur-Loire. Depuis cette réforme, plus aucun service de l'État n'exerce sa compétence sur un territoire s'appuyant sur le nouveau découpage cantonal. Le canton a disparu en tant que circonscription administrative de l'État ; il est désormais uniquement une circonscription électorale dédiée à l'élection d'un binôme de conseillers départementaux siégeant au conseil départemental. |
| Arrondissement              | Orléans               | 1801-     | Administrative               | Combreux est rattachée à l'arrondissement d'Orléans depuis sa création en 1801,. |
| Circonscription législative | 6e circonscription    | 2010-     | Électorale                   | Lors du découpage législatif de 1986, le nombre de circonscriptions législatives passe dans le Loiret de 4 à 5. Un nouveau redécoupage intervient en 2010 avec la loi du 23 février 2010. En attribuant un siège de député « par tranche » de 125 000 habitants, le nombre de circonscriptions par département varie désormais de 1 à 21,. Dans le Loiret, le nombre de circonscriptions passe de cinq à six. Combreux, initialement rattachée à la troisième circonscription, est, après 2010, rattachée à la sixième circonscription.                                                                                          |

#### Collectivités de rattachement
La commune de Combreux est rattachée au département du Loiret et à la région Centre-Val de Loire, à la fois circonscriptions administratives de l'État et collectivités territoriales.

### Politique et administration municipales

#### Conseil municipal et maire
Depuis les élections municipales de 2014, le conseil municipal  de Combreux, commune de moins de 1 000 habitants, est élu au scrutin majoritaire plurinominal à deux tours, les électeurs pouvant modifier les listes, panacher, ajouter ou supprimer des candidats sans que le vote soit nul,  pour un mandat de six ans renouvelable. Il est composé de 11 membres. L'exécutif communal est constitué par le maire, élu par le conseil municipal, parmi ses membres, pour un mandat de six ans, c'est-à-dire pour la durée du mandat du conseil.
| Période   | Période  | Identité                                                            | Étiquette | Qualité            |
| --------- | -------- | ------------------------------------------------------------------- | --------- | ------------------ |
| 1854      | 1856     | Alexandre Jules de La Rochefoucauld                                 |           | 1er duc d'Estissac |
| 1856      | 1889     | Roger de La Rochefoucauld fils du précédent                         |           | 2e duc d'Estissac  |
| 1889      | 1930     | Alexandre de La Rochefoucauld fils du précédent                     |           | 3e duc d'Estissac  |
| 1930      | 1950     | Louis de La Rochefoucauld fils du précédent                         |           | 4e duc d'Estissac  |
| 1950      | 2001     | Alexandre de La Rochefoucauld fils du précédent                     |           | 5e duc d'Estissac  |
| 2001      | 2008     | André Tosi                                                          |           |                    |
| 2008      | 2014     | Mark Warner                                                         |           |                    |
| mars 2014 | En cours | Philibert de La Rochefoucauld, fils d'Alexandre de La Rochefoucauld |           |                    |

## Équipements et services

### Environnement

#### Gestion des déchets
En  2016, la commune est membre du SICTOM de la région de Châteauneuf-sur-Loire, créé en 1976. Celui-ci assure la collecte et le traitement des ordures ménagères résiduelles, des emballages ménagers recyclables  et des encombrants en porte à porte et du verre en points d’apport volontaire. Un réseau de dix déchèteries accueille les encombrants et autres déchets spécifiques (déchets verts, déchets dangereux, gravats, ferraille, cartons…). La déchèterie la plus proche de la commune est située sur la commune de Vitry-aux-Loges. L'élimination et la valorisation énergétique des déchets ménagers et de ceux issus de la collecte sélective sont effectuées par le SYCTOM de Gien-Châteauneuf-sur-Loire qui comprend un centre de transfert de déchets ménagers et un centre de stockage de déchets ultimes (CSDU) de classe II à Saint-Aignan-des-Gués ainsi qu'une usine d’incinération des ordures ménagères à Gien-Arrabloy.
Depuis le 1er janvier 2017, la « gestion des déchets ménagers » ne fait plus partie des compétences de la commune mais est une compétence obligatoire de la communauté de communes des Loges en application de la loi NOTRe du 7 août 2015.

#### Production et distribution d'eau
Le service public d’eau potable est une compétence obligatoire des communes depuis l’adoption de la loi du 30 décembre 2006 sur l’eau et les milieux aquatiques. Au 31 décembre 2016, la production et la distribution de l'eau potable sur le territoire communal sont assurées par le syndicat intercommunal d'alimentation en eau potable de Sury-aux-Bois - Châtenois - Combreux, un syndicat créé en 1969 desservant trois communes : Châtenoy, Combreux et Sury-aux-Bois,,.
La loi NOTRe du 7 août 2015 prévoit que le transfert des compétences « eau et assainissement » vers les communautés de communes sera obligatoire à compter du 1er janvier 2020. Le transfert d’une compétence entraîne  de  facto  la  mise  à disposition  gratuite  de  plein droit des biens, équipements et services publics utilisés, à la date du transfert, pour l'exercice de ces compétences et la substitution de la communauté dans les droits et obligations des communes,.

#### Assainissement
La compétence assainissement, qui recouvre obligatoirement la collecte, le transport et l’épuration des eaux usées, l’élimination des boues produites, ainsi que le contrôle des raccordements aux réseaux publics de collecte, est assurée  par la commune elle-même.
La commune est raccordée à une station d'épuration située sur le territoire communal mise en service le 1er janvier 1983 et dont la capacité nominale de traitement est de  540 EH, soit 90 m3/jour. Cet équipement utilise un procédé d'épuration de type lagunage naturel. Son exploitation est assurée par Commune de Combreux,.
L’assainissement non collectif (ANC) désigne les installations individuelles de traitement des eaux domestiques qui ne sont pas desservies par un réseau public de collecte des eaux usées et qui doivent en conséquence traiter elles-mêmes leurs eaux usées avant de les rejeter dans le milieu naturel. En 2016, la communauté de communes des Loges assure le service public d'assainissement non collectif (SPANC), qui a pour mission de vérifier la bonne exécution des travaux de réalisation et de réhabilitation, ainsi que le bon fonctionnement et l’entretien des installations,.

## Population et société

### Démographie
L'évolution du nombre d'habitants est connue à travers les recensements de la population effectués dans la commune depuis 1793. Pour les communes de moins de 10 000 habitants, une enquête de recensement portant sur toute la population est réalisée tous les cinq ans, les populations de référence des années intermédiaires étant quant à elles estimées par interpolation ou extrapolation. Pour la commune, le premier recensement exhaustif entrant dans le cadre du nouveau dispositif a été réalisé en 2008.
En 2022, la commune comptait 270 habitants, en évolution de −2,53 % par rapport à 2016 (Loiret : +1,89 %, France hors Mayotte : +2,11 %).
| 1793 | 1800 | 1806 | 1821 | 1831 | 1836 | 1841 | 1846 | 1851 |
| ---- | ---- | ---- | ---- | ---- | ---- | ---- | ---- | ---- |
| 212  | 268  | 255  | 267  | 260  | 286  | 289  | 343  | 330  |

| 1856 | 1861 | 1866 | 1872 | 1876 | 1881 | 1886 | 1891 | 1896 |
| ---- | ---- | ---- | ---- | ---- | ---- | ---- | ---- | ---- |
| 388  | 403  | 367  | 393  | 388  | 397  | 433  | 434  | 383  |

| 1901 | 1906 | 1911 | 1921 | 1926 | 1931 | 1936 | 1946 | 1954 |
| ---- | ---- | ---- | ---- | ---- | ---- | ---- | ---- | ---- |
| 396  | 362  | 358  | 350  | 323  | 292  | 273  | 269  | 239  |

| 1962 | 1968 | 1975 | 1982 | 1990 | 1999 | 2006 | 2008 | 2013 |
| ---- | ---- | ---- | ---- | ---- | ---- | ---- | ---- | ---- |
| 206  | 183  | 163  | 173  | 142  | 202  | 234  | 243  | 263  |

| 2018 | 2022 | - | - | - | - | - | - | - |
| ---- | ---- | - | - | - | - | - | - | - |
| 276  | 270  | - | - | - | - | - | - | - |

## Culture locale et patrimoine

### Lieux et monuments
- L’étang de la vallée, base de loisirs ;
- Le château de Combreux, reconstruit sur un édifice du XVIe siècle entre 1887 et 1905 dans un style néo-médiéval ;
- L’église Saint-Pierre du XIXe siècle ;
- La commune est située dans la zone de protection spéciale forêt d'Orléans du réseau Natura 2000[102].

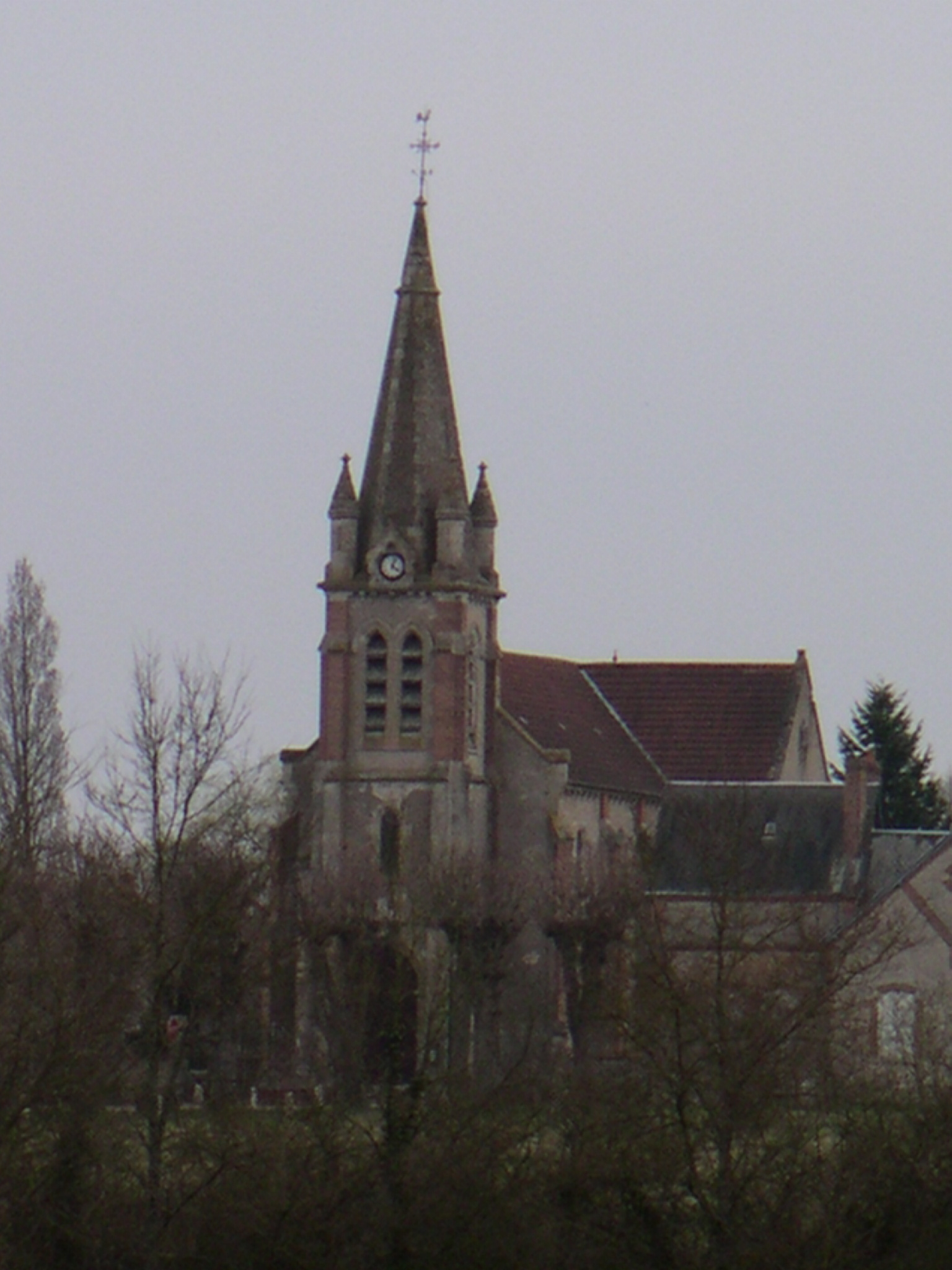
Église de Combreux.
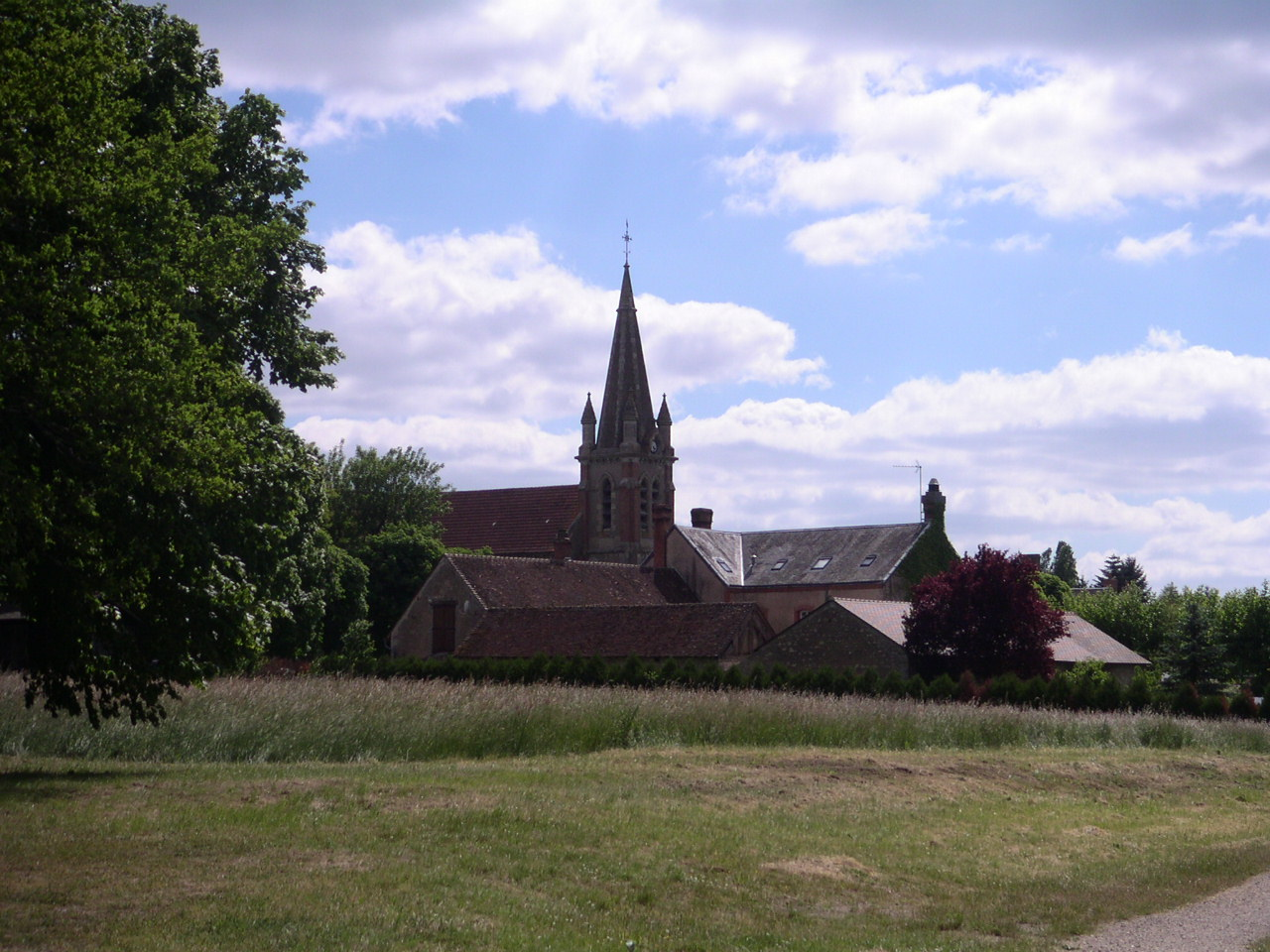
Église de Combreux.
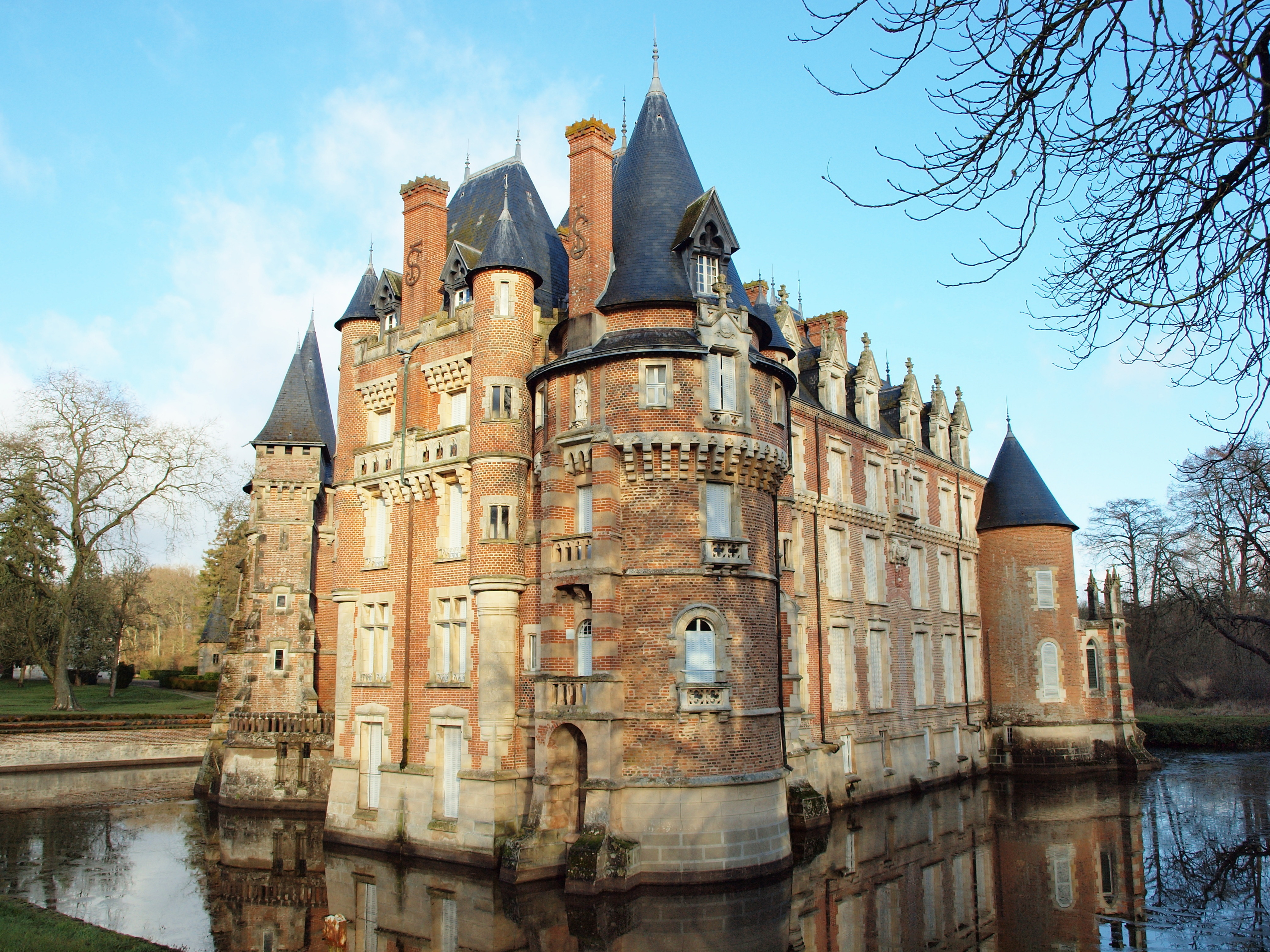
Le château.

### Personnalités liées à la commune
- Le Marquis Dessolles, propriétaire du château de Combreux.